# RTP Memória
RTP Memória és el segon canal temàtic de la Rádio e Televisão Pública de Portugal, disponible per cable. Es tracta d'un canal de tipus tematicogeneralístic dedicat a retransmetre els arxius històrics del canal de televisió, en tant que canal d'història de la televisió.
Malgrat una programació d'estil temàtica, també emet contingut que ha de contribuir a la reflexió sobre temes d'actualitat mitjançant espais de producció pròpia.
Les primeres emissions de l'RTP Memória (en català, RTP Memòria) van tenir lloc el 4 d'octubre del 2004 a algunes regions portugueses mitjançant operadors portuguesos de televisió per cable. Cap al 2015 el govern portuguès, qui en posseeix la propietat, es va plantejar passar-lo cap a la TDT portuguesa per tal d'allargar considerablement els canals de televisió portuguesos disponibles a la TDT.
Des de l'1 de desembre de 2016, es pot veure també per TDT. Igual que RTP3.